# Ogórecznik

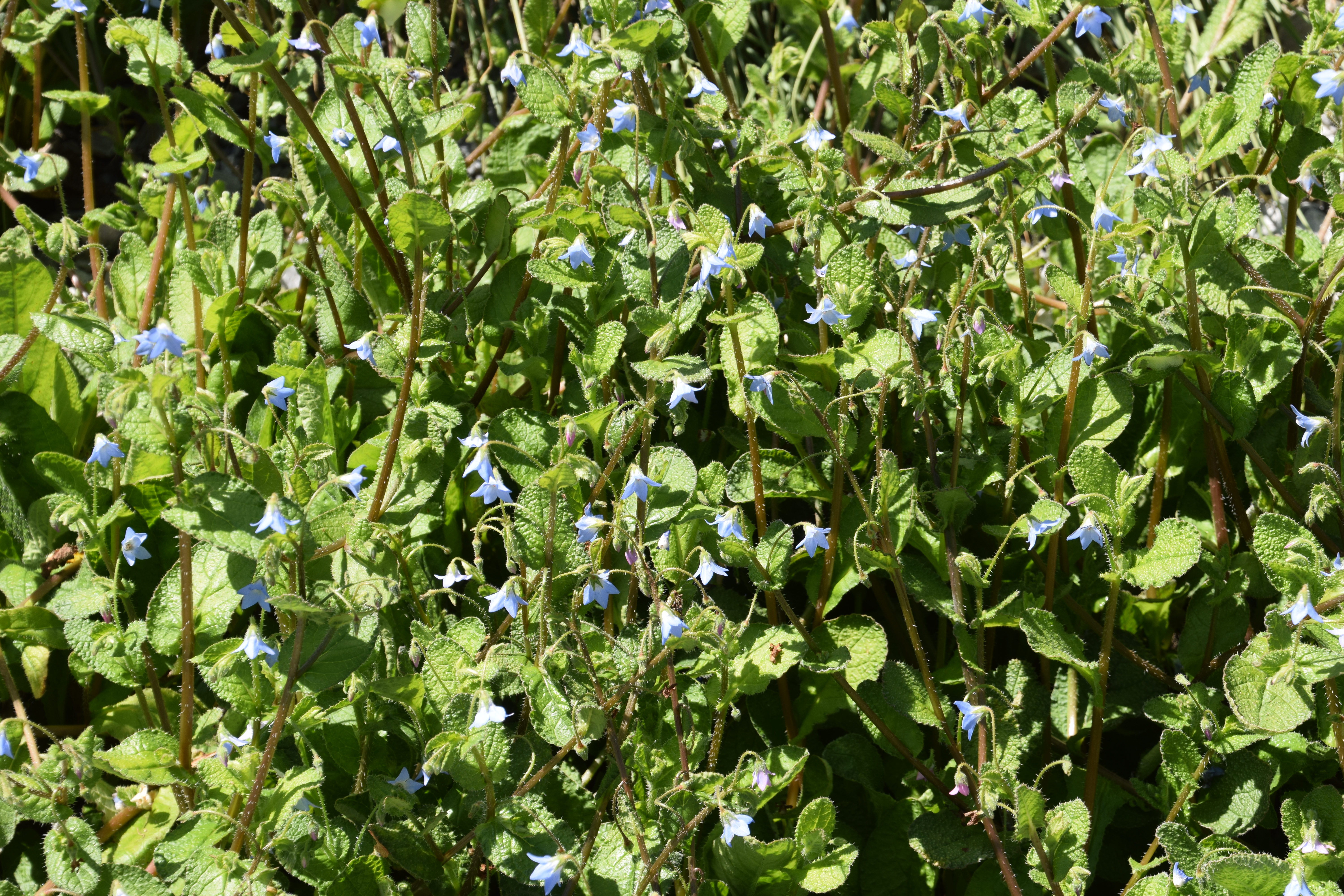
Borago pygmaea

Ogórecznik (Borago L.) – rodzaj roślin należący do rodziny ogórecznikowatych. Należy do niego 5 gatunków. Występują one w basenie Morza Śródziemnego. Uprawiany i szeroko rozprzestrzeniony został ogórecznik lekarski B. officinalis, uprawiany i przejściowo dziczejący (jako efemerofit) także w Polsce. Sadzony jest jako roślina ozdobna, miododajna i olejodajna (z nasion wytwarza się olej z ogórecznika). Kwiaty dodawane są do sałatek, a dawniej roślina wykorzystywana była także jako warzywo liściaste.

## Morfologia
PokrójPokryte szczeciniastymi włoskami rośliny jednoroczne osiągające do 0,7 m wysokości lub byliny o pędach pełzających.
LiścieSkrętoległe, pojedyncze.
Kwiaty5-krotne, półwiszące. Działki kielicha zrośnięte tylko u nasady. Płatki korony zrośnięte w krótką rurkę u nasady, dalej szeroko, gwiazdkowato rozpostarte, purpurowoniebieskie lub białe. Przy końcu rurki korony osklepki. Pręciki równej długości, o okazałych pylnikach, wzniesionych i przytulonych do szyjki słupka, z łącznikiem pazurkowato wydłużonym, ale o nitkach bardzo krótkich. Zalążnia górna, czterokomorowa, z pojedynczą szyjką słupka.
OwoceRozłupnie rozpadające się na cztery pomarszczone rozłupki.

## Systematyka
Rodzaj należy do podplemienia Boragininae, plemienia Boragineae, podrodziny Boraginoideae z rodziny ogórecznikowatych Boraginaceae.
Wykaz gatunków
- Borago longifolia Poir.
- Borago morisiana Bigazzi & Ricceri
- Borago officinalis L. – ogórecznik lekarski
- Borago pygmaea (DC.) Chater & Greuter
- Borago trabutii Maire